# Lu Verne
Lu Verne é uma cidade localizada no estado americano de Iowa, no Condado de Humboldt e Condado de Kossuth.

## Demografia
Segundo o censo americano de 2000, a sua população era de 299 habitantes.
Em 2006, foi estimada uma população de 243, um decréscimo de 56 (-18.7%).

## Geografia
De acordo com o United States Census Bureau tem uma área de
5,9 km², dos quais 5,9 km² cobertos por terra e 0,0 km² cobertos por água. Lu Verne localiza-se a aproximadamente 359 m acima do nível do mar.

## Localidades na vizinhança
O diagrama seguinte representa as localidades num raio de 20 km ao redor de Lu Verne.